# Ciclone Nisha (2008)
A tempestade ciclônica Nisha (designação do JTWC: 06B; conhecido simplesmente como Ciclone Nisha) foi um ciclone tropical que afetou Sri Lanka e o sul da Índia, causando pelo menos 204 fatalidades. Sendo o nono ciclone tropical e o quarto sistema tropical dotado de nome da temporada de ciclones no Oceano Índico norte de 2008, Nisha formou-se de uma área de perturbações meteorológicas a leste de Sri Lanka em 25 de novembro. Seguindo inicialmente para nordeste, o sistema rapidamente se intensificou para uma depressão tropical profunda, mesmo com a sua interação com os terrenos montanhosos de Sri Lanka. As condições meteorológicas favoráveis perduraram e o Departamento Meteorológico da Índia (DMI) classificou o sistema para a tempestade ciclônica "Nisha" durante as primeiras horas (UTC) de 26 de novembro. Seguindo lentamente sobre o estreito de Palk, entre a Índia e Sri Lanka, Nisha atingiu seu pico de intensidade mais tarde naquele dia, com ventos máximos sustentados de 95 km/h, segundo o Joint Typhoon Warning Center (JTWC), ou 85 km/h, segundo o DMI, e uma pressão central mínima de 996 mbar. O sistema continuou a seguir lentamente para noroeste até atingir a costa da província indiana de Tamil Nadu durante as primeiras horas (UTC) de 27 de novembro, com ventos de até 95 km/h, segundo o JTWC. A partir de então, Nisha começou a se enfraquecer rapidamente sobre terra e foi desclassificado para uma depressão tropica pelo DMI mais tarde naquele dia. Com isso, o JTWC emitiu seu aviso final sobre o sistema durante aquela manhã, e o DMI fez o mesmo durante o começo da madrugada (UTC) de 28 de novembro.
Nisha causou chuvas torrenciais no Sri Lanka e no sul da Índia. Enchentes severas castigaram o norte de Sri Lanka; pelo menos 90.000 pessoas ficaram desabrigadas ou desalojadas. Pelo menos 14 pessoas morreram devido aos efeitos de Nisha naquele país. A Índia foi grandemente afetada pelo ciclone. A província de Tamil Nadu foi a mais castigada. Enchentes severas, deslizamentos de terra e avalanches de lama causaram pelo menos 189 fatalidades no país. Os prejuízos econômicos diretos causados pelo ciclone são estimados em mais de 800 milhões de dólares (valores em 2008) somente na Índia.

## História meteorológica

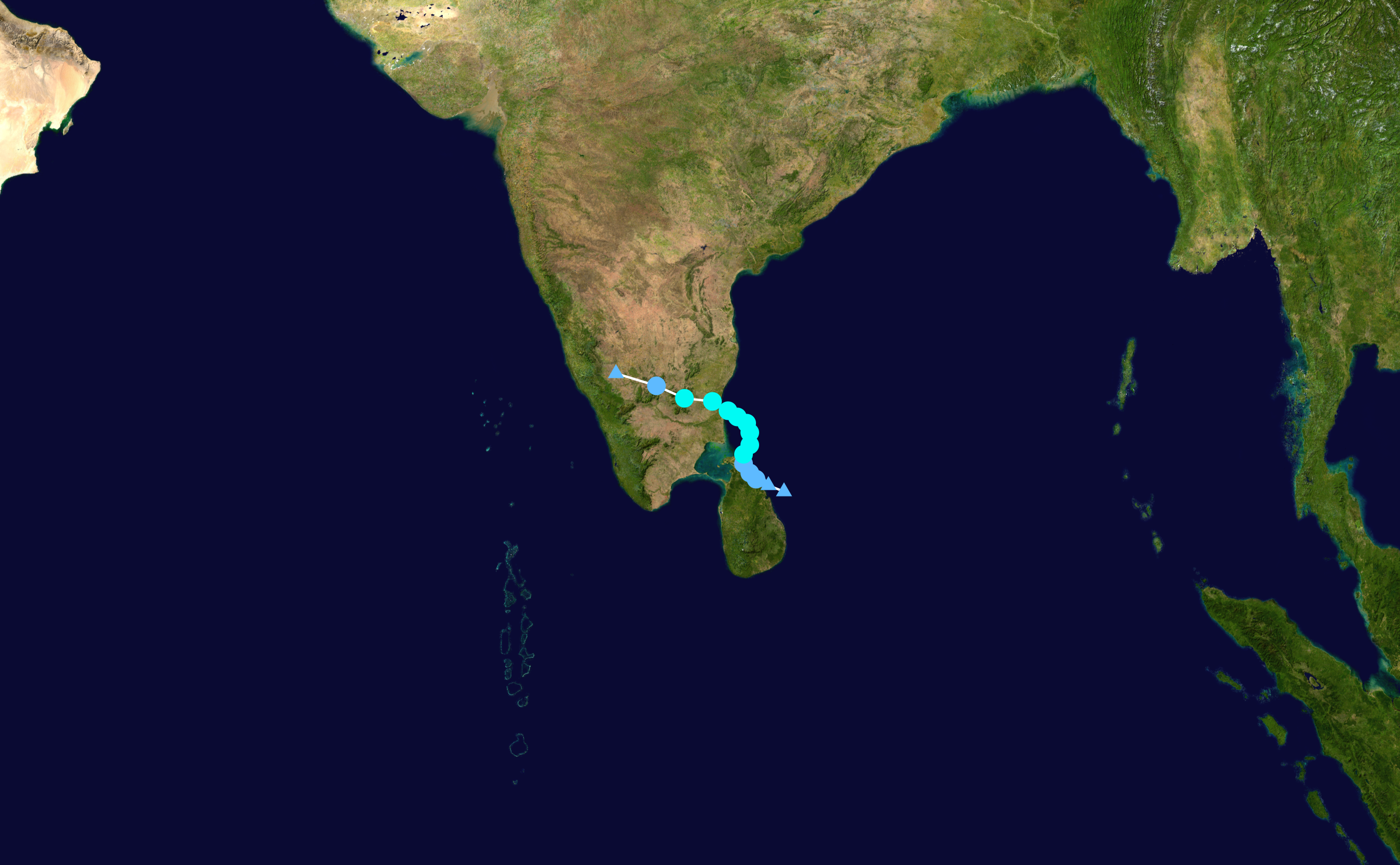
O caminho de Nisha

Nisha formou-se a partir de uma área de perturbações meteorológicas a leste de Sri Lanka que começou a mostrar sinais de organização em 24 de novembro. Inicialmente o sistema não foi capaz de se organizar rapidamente devido à desorganização de seu centro ciclônico de baixos níveis, que estava se interagindo com os terrenos montanhosos de Sri Lanka, apesar de estar numa região com condições meteorológicas favoráveis, tais como baixo cisalhamento do vento e bons fluxos de saída. Porém, a partir das primeiras horas (UTC) de 25 de novembro, o sistema começou a se consolidar rapidamente; novas áreas de convecção profunda começaram a se formar em associação ao centro ciclônico de baixos níveis, que estava se organizando rapidamente mesmo com a interação com terra. Com isso, o Joint Typhoon Warning Center (JTWC) emitiu um Alerta de Formação de Ciclone Tropical (AFCT) sobre o sistema ainda naquela manhã (UTC). Praticamente ao mesmo tempo, o Departamento Meteorológico da Índia (DMI classificou a perturbação para uma depressão tropical.  O sistema continuou a se consolidar gradualmente e o DMI classificou novamente o sistema para uma depressão tropical profunda, classificação equivalente a uma tempestade tropical, ainda naquela tarde. As condições meteorológicas favoráveis perduraram durante o restante daquele dia, e durante aquela noite (UTC), o JTWC classificou o sistema para um ciclone tropical significativo, atribuindo-lhe a designação "06B".
Seguindo para norte-noroeste, e depois para oeste devido à intensificação de uma alta subtropical ao seu norte, o sistema continuou a se intensificar gradualmente sobre o estreito de Palk, entre a Índia e o Sri Lanka; o único fator que prevenia o ciclone se sofrer rápida intensificação era a interação de sua circulação ciclônica de baixos níveis com os terrenos montanhosos do Sri Lanka e do sul da Índia. Durante as primeiras horas (UTC) de 26 de novembro, o DMI classificou a depressão tropical profunda para uma tempestade ciclônica, atribuindo-lhe o nome Nisha, que foi submetido à lista de nomes dos ciclones por Bangladesh. As condições meteorológicas favoráveis, principalmente os bons fluxos de saída, continuaram a permitir a intensificação gradual de Nisha. No entanto, Nisha parou de se intensificar assim que seu centro ciclônico de baixos níveis fez landfall na costa sudeste da Índia, por volta do meio-dia (UTC) de 26 de novembro. Nisha atingiu seu pico de intensidade naquele momento, com ventos máximos sustentados de 100 km/h, segundo o JTWC, ou 85 km/h, segundo o DMI.
O JTWC chegou a anunciar o seu aviso final sobre Nisha naquele momento devido à aparente rápida dissipação do ciclone sobre o sul da Índia. Porém, o ciclone conseguiu reformar outro centro ciclônico de baixos níveis sobre o largo da costa indiana. Com isso, o JTWC retomou os avisos regulares sobre o sistema durante aquela noite (UTC). O novo centro ciclônico de baixos níveis também seguiu lentamente para oeste sob a influência de uma alta subtropical ao seu norte, e também fez landfall na costa da província indiana de Tamil Nadu, pouco antes das 01:00 (UTC) de 27 de novembro, com ventos máximos sustentados de 95 km/h, segundo o JTWC. A partir de então, Nisha começou a se enfraquecer rapidamente sobre terra, perdendo praticamente todas as suas áreas de convecção profunda associadas. Com isso, o JTWC emitiu seu aviso final sobre o sistema naquela manhã (UTC). Praticamente ao mesmo tempo, o DMI desclassificou Nisha para uma simples depressão tropical. O sistema continuou a seguir para oeste-noroeste durante o restante daquele dia, e assim que o centro ciclônico de baixos níveis começou a seguir sobre o Mar Arábico, o DMI desclassificou o sistema para uma área de baixa pressão remanescente e emitiu seu aviso final sobre o sistema durante as primeiras horas (UTC) de 28 de novembro.

## Preparativos e impactos
Nisha causou chuvas torrenciais no Sri Lanka e no sul da Índia. Enchentes severas castigaram o norte de Sri Lanka; pelo menos 90.000 pessoas ficaram desabrigadas ou desalojadas. Pelo menos 14 pessoas morreram devido aos efeitos de Nisha naquele país. A Índia foi grandemente afetada pelo ciclone. A província de Tamil Nadu foi a mais castigada. Enchentes severas, deslizamentos de terra e avalanches de lama causaram pelo menos 189 fatalidades no país. Os prejuízos econômicos diretos causados pelo ciclone são estimados em mais de 800 milhões de dólares (valores em 2008) somente na Índia.